# Spływ kajakowy

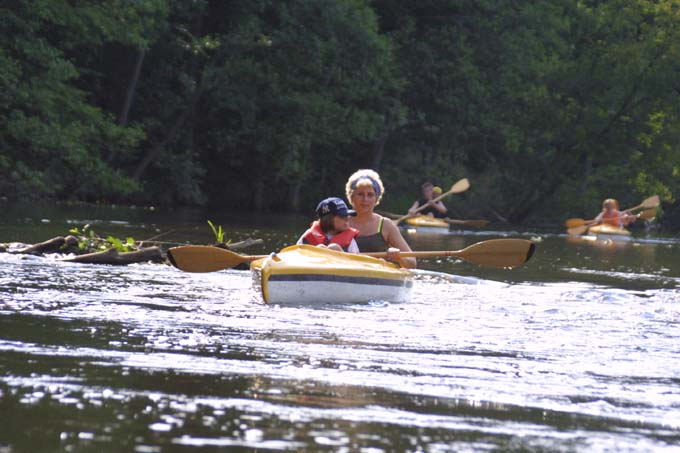
Spływ rzeką Wdą

Spływ kajakowy – sposób spędzania wolnego czasu (rekreacja) lub sport jako kajakarstwo.

## Spływy kajakowe w Polsce

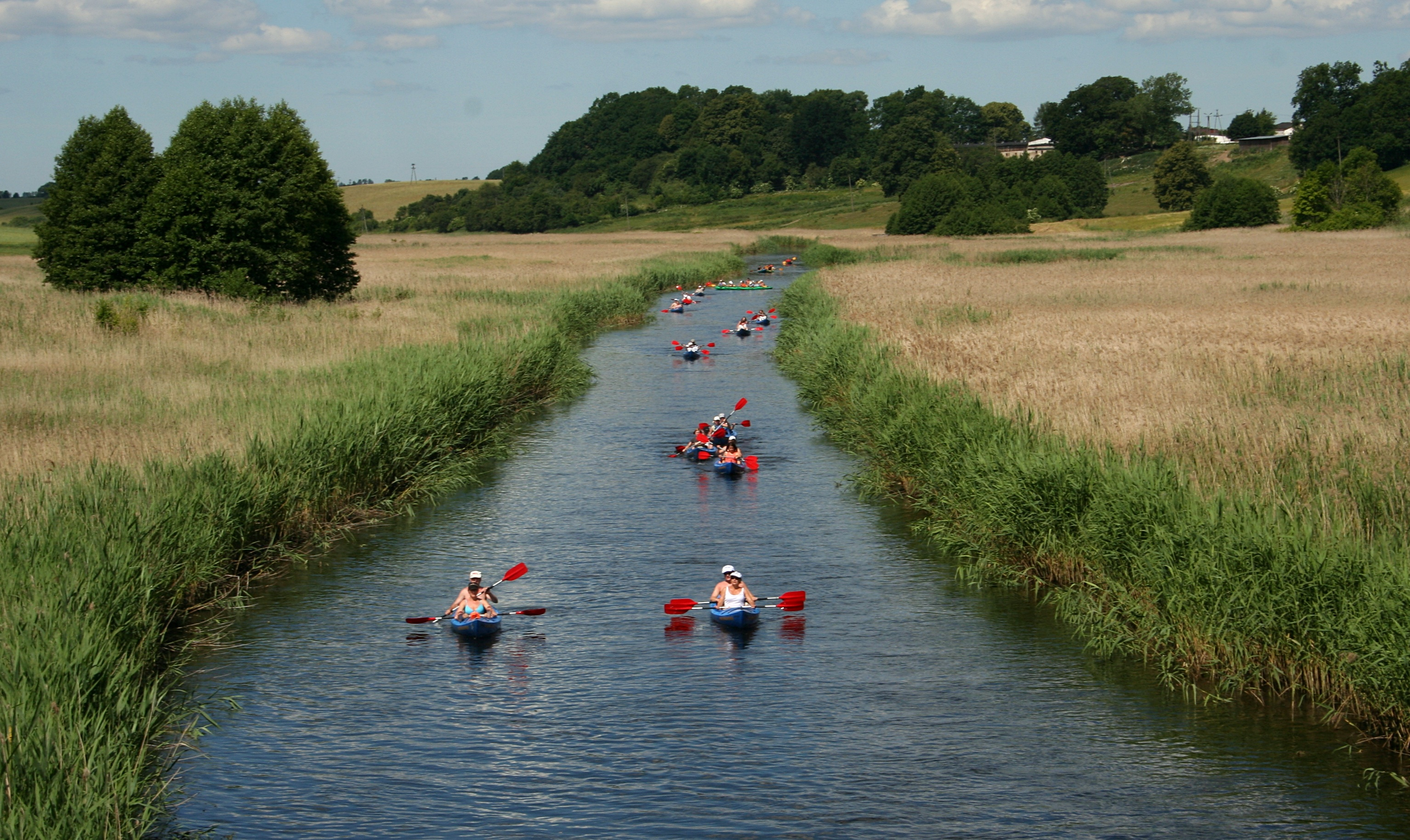
Spływ kajakowy na szlaku Brdy, w okolicach miejscowości Konarzyny

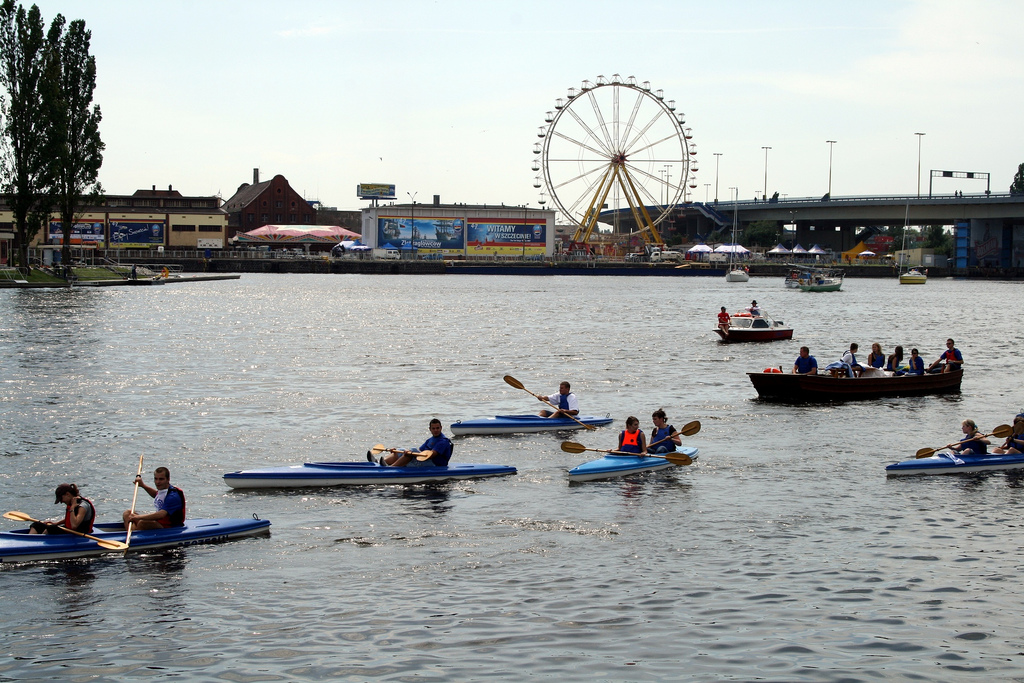
Kajaki na Odrze w Szczecinie

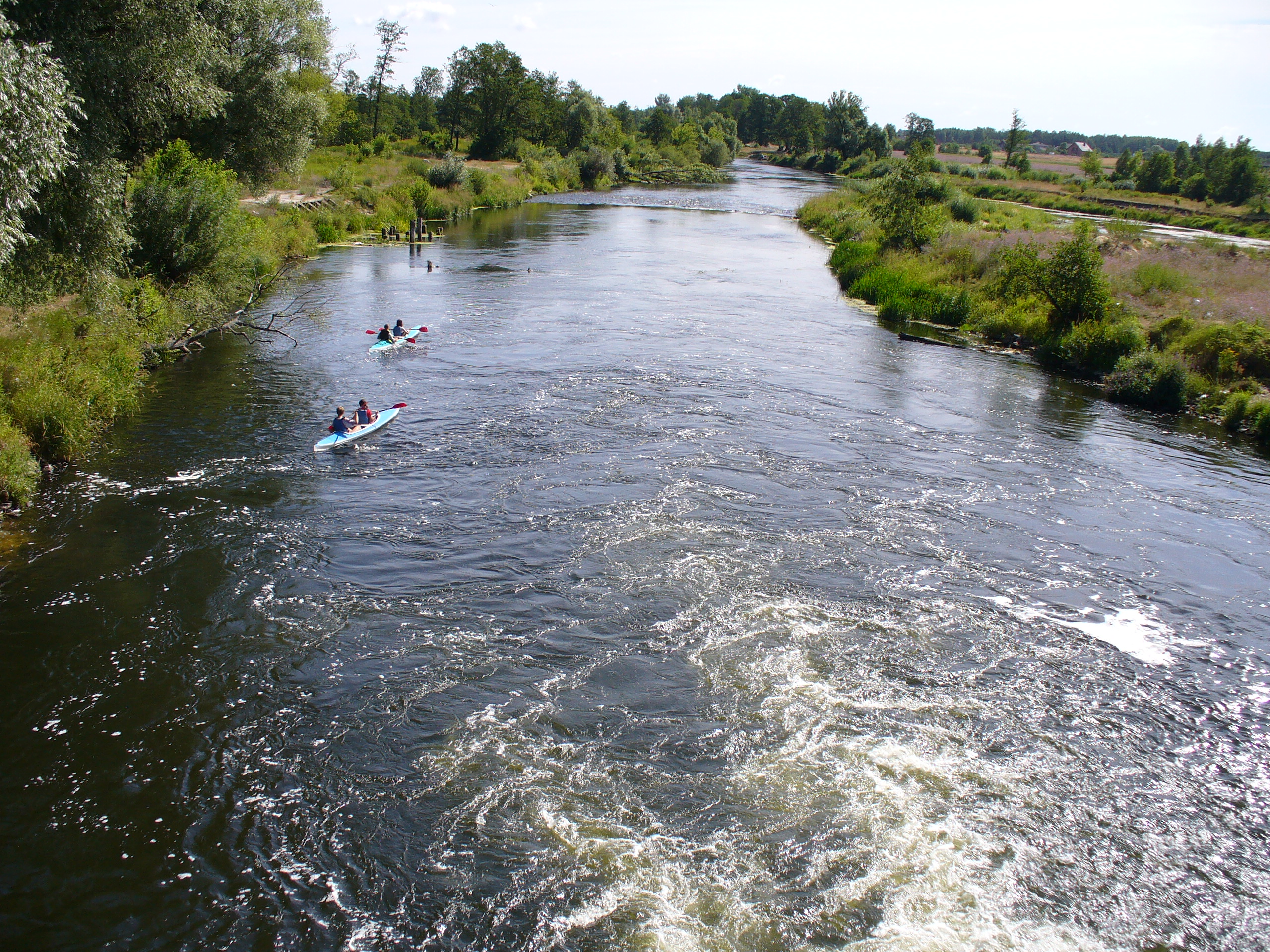
Kajaki na Pilicy pod Tomaszowem Maz.

Oprócz takich rejonów jak Mazury (Krutynia), Suwalszczyzna (Czarna Hańcza), Puszcza Drawska (Drawa, Korytnica), Bory Tucholskie (Brda, Wda) oraz rzeki pobrzeża (Rega, Parsęta, Grabowa czy Słupia), spływy kajakowe rozwijają się również na dotychczas mniej znanych wodach dzikich i nieuregulowanych lub uregulowanych na nielicznych odcinkach, jak na przykład:
- Bug – od Gołębia do ujścia
- Gowienica – od Babigoszczy do ujścia do Odry
- Ina – odcinek Recz - Lubczyna
- Kamienna – przede wszystkim w dolnym biegu od miejscowości Bałtów do ujścia do Wisły w Kępie Piotrowińskiej oraz dalej do Janowca i Kazimierza Dolnego
- Krąpiel
- Kwisa
- Liswarta – odcinek Krzepice - ujście do Warty
- Miała - okolice Drezdenka
- Mierzęcka Struga - od Dobiegniewa aż do ujścia do Drawy
- Myśla – na Pojezierzu Myśliborskim (odcinek Lipiany – Myślibórz – ujście do Odry)
- Obra
- Pilica
- Piława – od jeziora Komorze do Jeziora Dobrzyckiego
- Pliszka – od Kosobudek do ujścia do Odry
- Płonia – odcinek Barlinek-Miedwie-Dąbie
- Skrwa
- Tanew – od Narola do ujścia do Sanu

Coraz bardziej popularne są szlaki kajakowe wyznaczane poza pojedynczymi rzekami i kanałami, jak na przykład:
- Szlak kajakowy "44 wysp" – w delcie wstecznej Świny
- Szlak kajakowy "Międzyodrze" – liczne kanały w Dolinie Dolnej Odry
- Szlak kajakowy wzdłuż brzegów wyspy Wolin